# Nienach
Nienach – staropolskie imię męskie. Składa się z członu Nie- (przeczenie) i -nach (z Naczęsław), albo też podstawa Nien- powstała ze skrócenia imion z pierwszym członem Nino-, takich jak Ninomysł i Ninogniew.